# Tomosvaryella crassa
Tomosvaryella crassa är en tvåvingeart som beskrevs av Ale-rocha 2004. Tomosvaryella crassa ingår i släktet Tomosvaryella och familjen ögonflugor. Inga underarter finns listade i Catalogue of Life.